# Контрерас, Хуан Сенен
Хуан-Сенен Контрерас (исп. Juan Senen Contreras; 1760, Лильо, Толедо — 1826, Мадрид) — испанский генерал. Получил известность благодаря участию в Пиренейских войнах.

## Биография
Родился 30 июля 1760 года в муниципалитете Лильо, Толедо.
В 1787 году, по поручению короля Карла III, изучал в Англии, Франции, Пруссии, Австрии и России организацию вооруженных сил этих держав, в следующем году принимал участие в русско-турецкой войне, а в 1791 году напечатал книгу-описание этой войны и воспоминания о своих сражениях.
Когда в 1807 году началась война между Испанией и Францией, Контрерас организовал народное ополчение, отбросил французского генерала Жюно и под Монтрионом с одиннадцатитысячным отрядом удержал французов от дальнейшего наступления. В сражении при Талавере (1809 год) Контрерас командовал испанским отрядом, расположенным на левом фланге английской армии; позднее был командиром корпуса, с которым защищал страну между Тахо и Гвадианой и спас Бадахос.
После защиты Таррагоны был взят французами в плен.
В 1812 году ему удалось бежать в Лондон, где он издал книгу-описание защиты Таррагоны, в 1825 году перепечатанном в парижском сборнике: «Mémoires relatifs aux révolutions de France et d’Espagne» (т. 3). В 1814 году вернулся в Мадрид, но держался вдали от политической жизни.
Умер в 1826 году, в Мадриде.